# In den Weiden bei Blankenheim
In den Weiden bei Blankenheim ist der Name eines Naturschutzgebiets am Mittellauf der Fulda im osthessischen Landkreis Hersfeld-Rotenburg. Der größte Teil der Fläche wird von einer ehemaligen Kiesgrube eingenommen, die jetzt von einem Grundwassersee ausgefüllt wird. Dieser besitzt als Brut-, Rast- und Nahrungsbiotop sowie als „Trittstein“ für Enten, Rallen und Taucher eine wichtige Funktion. In den Ufergehölzen finden Singvogelarten gute Brutmöglichkeiten.

## Lage
Das Schutzgebiet liegt im Mittleren Fuldatal, südlich des Bebraer Stadtteils Blankenheim im Landkreis Hersfeld-Rotenburg. Es befindet sich in einem Dreiecksbereich, den die Bahnstrecke von Bebra nach Fulda, das linke Ufer der Fulda und Wiesenflächen der Fuldaaue begrenzen.
[In der naturräumlichen Gliederung Deutschlands, die auf der Geografischen Landesaufnahme des Instituts für Landeskunde Bad Godesberg basiert, befindet sich das geschützte Gebiet in dem Grenzbereich zwischen dem Bebraer Becken (357.11) und dem Friedlos-Mecklarer Fuldatal (357.10). Nach Westen geht die Auenlandschaft in den Neuenstein-Ludwigsecker Höhenzug (357.0) und nach Osten in den Seulingswald (357.20) über. Sie gehören alle zum Fulda-Werra-Bergland (357), innerhalb der Haupteinheitengruppe des Osthessischen Berglands (35).

## Unterschutzstellung
Mit Verordnung vom 12. September 1983 der Bezirksdirektion für Forsten und Naturschutz beim Regierungspräsidium in Kassel wurde der ehemalige Kiesteich unter dem Namen „In den Weiden bei Blankenheim“ zum Naturschutzgebiet erklärt. Zweck der Unterschutzstellung war es, „das aus ornithologischer Sicht wertvolle Gewässer als Lebensraum zahlreicher im Bestand bedrohter Vogelarten dauerhaft zu sichern und durch Gestaltungsmaßnahmen in seiner besonderen Bedeutung für die Vogelwelt zu verbessern“. Da der geschützte Bereich an die Fulda grenzt, ist es neben den Regeln der Musterverordnung hinaus Bootsfahrern nicht gestattet an dem rechtsseitigen Ufer anzulegen und es zu betreten. Das Schutzgebiet besitzt eine Größe von rund 5 Hektar, hat die nationale Kennung 1632005 und dem WDPA-Code 81989.
Nach den Vorgaben der Europäischen Vogelschutzrichtlinie und der Fauna-Flora-Habitat-Richtlinie wurden die „Weiden“ im Jahr 2004 für das länderübergreifende Schutzgebietsnetz „Natura 2000“ an die Europäische Union gemeldet. Neben Gebietsmanagement und Monitoring forderte die EU eine förmliche Schutzerklärung, die im Januar 2008 auf Landesebene mit der „Verordnung über Natura 2000-Gebiete in Hessen“ erfüllt wurde. Das Naturschutzgebiet wurde so zum Teil zweier Natura 2000-Gebiete:
- Fauna-Flora-Habitat-Gebiet 5024-305 „Auenwiesen von Fulda, Rohrbach und Solz“.[6]

Zu dem rund 790 Hektar großen FFH-Gebiet gehören das Fuldatal zwischen den Städten Bad Hersfeld und Rotenburg, drei kleinere Teilbereiche im Rohrbachtal nahe der Ludwigsauer Ortsteile Gerterode, Tann und Rohrbach sowie die Solzaue zwischen Sorga und Kathus. Ein Hauptmeldegrund für die hessenweit bedeutende Flussauenkulturlandschaft war das Vorkommen des Tagfalters Dunkler Wiesenknopf-Ameisenbläuling, der europaweit gefährdet ist und als eine Schlüsselart betrachtet wird. Für seinen Fortbestand in Deutschland trägt Hessen eine besondere Verantwortung.
- Vogelschutzgebiet 5024-401 „Fuldatal zwischen Rotenburg und Niederaula“.[8]

Die zahlreichen, durch Kiesabbau entstandenen Seen und die regelmäßig bei Hochwasser über die Ufer tretende Fulda in den weiten Auen des rund 1700 Hektar großen europäischen Vogelschutzgebiets bieten über das ganze Jahr der Vogelwelt Wasserflächen. Die geschützten Bereiche gelten als ein bedeutendes Rast- und Überwinterungsgebiet für Wasser-, Wat- und Wiesenvögel.
Das Naturschutzgebiet liegt vollständig im Landschaftsschutzgebiet „Auenverbund Fulda“, zu dem Flächen entlang der Fulda in mehreren Landkreisen gehören. Zweck der Unterschutzstellung, des im Jahr 1993 ausgewiesenen Gebiets, ist die Erhaltung der durch unterschiedliche Durchfeuchtungsstufen geprägten Ufervegetationstypen sowie die Wiederherstellung naturnaher Gewässerabschnitte durch die Umwandlung von Ackerland in extensiv genutztes Grünland.

## Natur
Die Erschließung von Kieslagerstätten hat die Landschaft im Fuldatal verändert und der an Stillgewässern armen Aue eine Vielzahl von neuen Lebensräumen gebracht. Die Kiesgrube „In den Weiden“ war die erste am Mittellauf der Fulda, deren künstlich entstandene Wasserfläche nach beendeter Auskiesung als Folgenutzung dem Naturschutz zuerkannt wurde. Als die Kiesausbeutung Mitte der 1960er Jahre eingestellt wurde, gab es noch keine Auflagen zur Renaturierung und zu Ufergestaltungsmaßnahmen. So hat der See mit einer Tiefe von etwa vier Metern überwiegend steile Ufer, an denen sich keine Röhrichte ausbilden können.
Der Kiesteich ist mit einem dichten Saum aus Gehölzen umgeben, in denen Weiden dominieren, deren Zweige bis auf die Wasseroberfläche ragen. Schmale Randstreifen im südlichen Bereich, die früher als Wiesen genutzt wurden, entwickelten sich über Staudenfluren zu einem Auenwald. Eine kleine Insel im See ist mit Erlen und Weiden bewachsen.
Im See leben die Fischarten Brachse, Schleie, Hecht, Rotauge, Rotfeder, Barsch, Karpfen, Aal und Zander. Der Hecht ist als Raubfisch ein natürlicher Regulator für den Fischbestand.

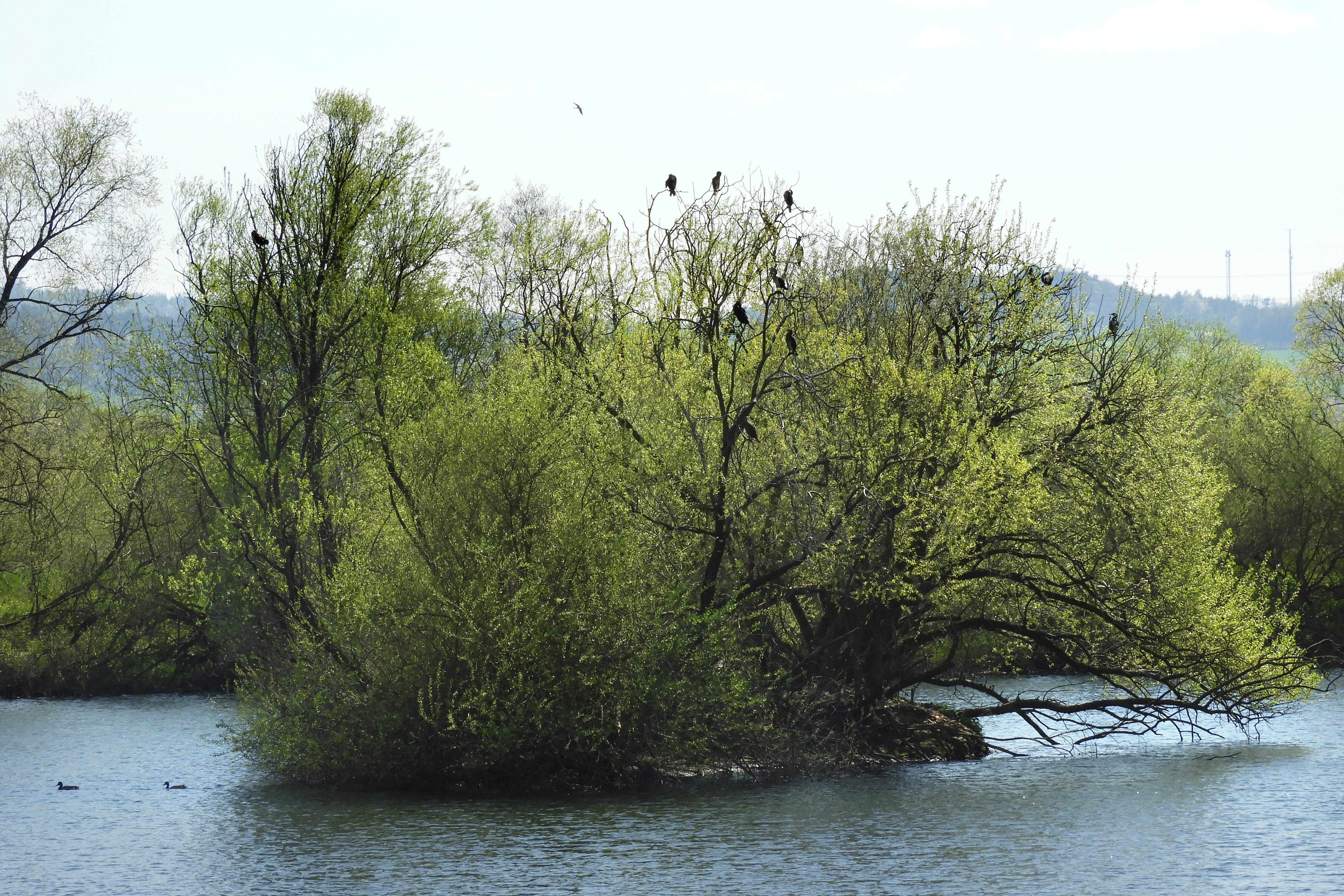
Die Erlen und Weiden der kleinen Insel im See dienen den Kormoranen als Rastbäume.

Die Fuldaaue ist ein wertvolles Rastgebiet für zahlreiche Vogelarten und der Kiesteich „In den Weiden“ ist trotz seiner geringen Wasserfläche von rund 2,6 Hektar ein bedeutender Überwinterungsplatz für Wasservögel. In dem, im Jahr 2017 erschienenen „Vogelkundlichen Bericht“ wurden von dem Arbeitskreis Hersfeld-Rotenburg der Hessischen Gesellschaft für Ornithologie und Naturschutz (HGON) die Beobachtungsdaten aus dem Jahr 2016 ausgewertet. Nach Ansicht der Vogelschützer besitzt das eher kleine Naturschutzgebiet mit 26 nachgewiesenen Arten von Wasser-, Sumpf- und Wiesenvögeln noch ein „respektables“. Artenspektrum. Als bemerkenswert angesehen wurden die Rastbestände der Krickente, die im Vergleich mit anderen Gebieten noch sehr hoch sind und der erste Nachweis einer Silbermöwe. Als unerfreulich gewertet wurde die rückläufige Anzahl der rastenden Kormorane, einer Zielart des EU-Vogelschutzgebietes.
Brut- und Reviervögel, die in Gehölzen und Hochstauden der Uferzonen nisten, sind: Höckerschwan, Stockente, Haubentaucher, Teichralle und Blässhuhn. Meist unregelmäßige und zum Teil auch besonders geschützte Gäste sind: Waldsaat-, Grau- und Nilgans, Schnatter-, Pfeif-, Krick-, Knäk-, Tafel- und Reiherente, Gänsesäger, Zwergtaucher, Silber- und Graureiher, Fischadler, Flussuferläufer, Waldwasserläufer, Lachmöwe, Eisvogel und Gebirgsstelze.

## Besucherhinweise
Das Schutzgebiet ist nicht durch Wege erschlossen. Am nördlichen Rand befindet sich ein Beobachtungsstand mit Informationstafeln, der von Blankenheim aus über landwirtschaftliche Wege und den grasbewachsenen „Flussauenpfad“ entlang des Bahndamms zu erreichen ist. Nur von hier besteht die Möglichkeit den See einzusehen und Vögel zu beobachten.